# Дахаб (фильм)
«Дахаб» (араб. دهب‎, Египет, 1953) — черно-белый киномюзикл египетского актёра и режиссёра Анвара Вагди. Международная премьера состоялась 6 октября 1954 года.

## Сюжет
Бездомный уличный музыкант (Анвар Вагди) удочеряет брошенную девочку по имени Дахаб (Фейруз). Вдвоем они зарабатывают на жизнь мелким мошенничеством и музыкальными выступлениями, а также танцами в исполнении Дахаб. Артистические таланты девочки и её танцевальное мастерство приносят им славу, что, в свою очередь, вынуждает музыканта вступить в борьбу с неожиданно объявившимися родственниками Дахаб, желающими получить над ней опеку из корыстных побуждений (тем самым обыгрывается имя главной героини, так как «дахаб» в переводе с арабского означает «золото»).

## В ролях
- Анвар Вагди
- Фейруз — Дахаб
- Исмаэль Ясин
- Магда
- Шафик Нуреддин
- Зейнат Сидки

## Интересные факты
- В танцевальных фрагментах мюзикла актриса и танцовщица Фейруз, несмотря на свой юный возраст[2], виртуозно подражает танцевальной манере таких звёзд «золотой эры» египетского кинематографа как Самия Гамаль[3] и Тахия Кариока[англ.][4].
- За пределами арабского мира нередко проводятся параллели между мюзиклом «Дахаб» и немой трагикомедией «Малыш» (1921) Чарли Чаплина [5].

## Фрагменты фильма
- Фейруз и Исмаэль Ясин  (ар.)
- Фейруз, Анвар Вагди и Исмаэль Ясин  (ар.)